# Polyschisis melanaria
Polyschisis melanaria är en skalbaggsart som beskrevs av White 1853. Polyschisis melanaria ingår i släktet Polyschisis och familjen långhorningar. Inga underarter finns listade i Catalogue of Life.